# 133 (nombre)
Cet article concerne le nombre 133. Pour l'année, voir 133.
133 (cent trente-trois) est l'entier naturel qui suit 132 et qui précède 134.

## En mathématiques
Cent trente-trois est :
- le nombre semi-premier et entier de Blum 7 × 19,
- le plus petit[réf. nécessaire] n dont la somme des diviseurs stricts divise φ(n),
- le 7e nombre octogonal,
- un nombre Harshad,
- un nombre heureux.

## Dans d'autres domaines
Cent trente-trois est aussi :
- le numéro du colorant alimentaire de synthèse E133 (bleu) appelé bleu brillant FCF,
- Ligne 133 (Infrabel).